# Hapalomantis rhombochir
Hapalomantis rhombochir es una especie de mantis de la familia Iridopterygidae.

## Distribución geográfica
Se encuentra en Bioko, Angola, Ghana y Kenia.